# جبريل كارلسون
جبريل كارلسون (بالسويدية: Gabriel Carlsson)‏ هو لاعب هوكي الجليد سويدي، ولد في 2 يناير 1997 في أوربرو في السويد.

## وصلات خارجية
- جبريل كارلسون على موقع دوري الهوكي الوطني (الإنجليزية)
- جبريل كارلسون على موقع EliteProspects.com (الإنجليزية)
- جبريل كارلسون على موقع Eurohockey.com (الإنجليزية)
- جبريل كارلسون على موقع HockeyDB.com (الإنجليزية)
- جبريل كارلسون على موقع Hockey-Reference.com (الإنجليزية)